# ويليام سيوارد
وليام هنري سيوارد (بالإنجليزية: William Henry Seward) (16 مايو 1801 - 10 أكتوبر 1872)، كان سياسيًا أمريكيًا، شغل منصب وزير الخارجية من عام 1861 حتى 1869 في عهد أبراهام لينكون وأندرو جونسون. كما كان الحاكم الثاني عشر لولاية نيويورك، وأحد أبرز قيادات الحزب الجمهوري في سنوات تأسيسه الأولى.
بدأ سيوارد مسيرته السياسية بترشحه للانتخابات، حيث فاز وأصبح عضوًا في المجلس لمدة أربع سنوات.
في عام 1834، ترشح سيوارد عن حزب اليمين في انتخابات ولاية نيويورك، لكنه خسر لصالح منافسه الديمقراطي ويليام مارسي الذي حصل على 52% من الأصوات مقابل 48% لسيوارد.
عاد للترشح مجددًا في انتخابات ولاية نيويورك عام 1838، حيث فاز بنسبة 51.4% من الأصوات، ليصبح الحاكم الثاني عشر للولاية، ثم أعيد انتخابه لدورة رئاسية ثانية في الفترة من 1840 إلى 1842.
في عام 1849، انتخب عضواً في مجلس الشيوخ الأمريكي عن حزب اليمين، وظل في المجلس حتى عام 1861.

## الحياه المبكرة
وُلد وليام هنري سيوارد في 16 مايو 1801 في قرية صغيرة تُدعى فلوريدا في مقاطعة أورانج بولاية نيويورك. كان الابن الثالث لصموئيل سويزي سيوارد وزوجته ماري (جينينغز) سيوارد، حيث كان والده مالكًا ثريًا للأراضي والعقارات في نيويورك، والتي لم تُلغَ فيها الرق نهائيًا إلا عام 1827.
تقع فلوريدا على بعد 60 ميلاً (97 كم) شمال مدينة نيويورك غرب نهر هدسون، وكانت قرية ريفية صغيرة. التحق ويليام سيوارد بالمدرسة هناك، وكان طالبًا مجتهدًا يحب الدراسة، حتى أن أحد العبيد السابقين في عائلته ذكر أنهم كانوا يهربون من المنزل للذهاب إلى المدرسة بدلًا من الهروب منها.
في سن الخامسة عشرة، أُرسل هنري – وهو اسمه الأوسط – إلى كلية الاتحاد في شنيكتادي بولاية نيويورك، حيث تم قبوله مباشرة في الصف الثاني. كان سيوارد طالبًا متفوقًا وانتُخب عضوًا في جمعية بيتا كابا الشرفية.
كان والده ينتقده بشدة، وفي ديسمبر 1818 خلال العام الدراسي الأخير له في كلية الاتحاد، نشب بينهما شجار حول المال. غادر سيوارد المدرسة، وسافر مع زميله ألفاه ويلسون على سفينة من نيويورك إلى جورجيا، حيث عُرضت وظيفة على ويلسون كمدير لأكاديمية جديدة في مقاطعة بوتنام الريفية. تولى ويلسون منصبًا في مدرسة أخرى، بينما تابع سيوارد السير إلى إيتونتون في المقاطعة نفسها، حيث أجرى الأمناء مقابلة معه وقبلوا مؤهلاته.
استمتع سيوارد بوقته في جورجيا، حيث قُبل كشخص بالغ لأول مرة في حياته، وحصل على معاملة مريحة، لكنه شهد أيضًا سوء معاملة العبيد. بعد إقناع عائلته له، عاد إلى نيويورك في يونيو 1819. كان قد فات موعد تخرجه مع زملائه، لذا درس القانون في مكتب محاماة في غوشين قبل أن يعود إلى كلية الاتحاد وينال شهادته مع مرتبة الشرف العليا في يونيو 1820.

## محامي وسيناتور الولاية

### العمل المبكر والمشاركة في السياسة
بعد التخرج، قضى سيوارد العامين التاليين في دراسة القانون في غوشين ومدينة نيويورك، تحت إشراف المحامين جون دوير، جون أنثون، وأوغدن هوفمان، واجتاز اختبار المحاماة في أواخر عام 1822. كان بإمكانه ممارسة المحاماة في غوشين، لكنه لم يكن يحب المدينة، فاختار التوجه إلى غرب ولاية نيويورك المتنامي. قرر الاستقرار في أوبورن بمقاطعة كايوغا، التي تقع على بعد حوالي 150 ميلاً (240 كم) غرب ألباني و200 ميل (320 كم) شمال غرب غوشين، حيث انضم إلى مكتب القاضي المتقاعد إيليا ميلر، الذي كانت ابنته فرانسيس أديلين ميلر زميلة أخته كورنيليا في مدرسة إيمي ويلارد في تروي. تزوج سيوارد من فرانسيس ميلر في 20 أكتوبر 1824.
في عام 1824، وأثناء سفره مع زوجته إلى شلالات نياجرا، تعرضت إحدى عجلات عربتهم للتلف عند مرورهم بروتشستر، فقام ناشر صحيفة محلية يُدعى ثورلو ويد بمساعدتهم.
توطدت علاقة سيوارد بويد في السنوات التالية، حيث وجدت فرانسيس ميلر أنها تشارك ويليام سيوارد اعتقاده بأن السياسات الحكومية يجب أن تدعم تحسينات البنية التحتية مثل الطرق والقنوات. كان ويد، الذي يُعتبر من أقدم القادة السياسيين في المنطقة، حليفًا رئيسيًا لسيوارد. ومع ذلك، رغم الفوائد التي جنىها سيوارد من دعم ويد، ظهرت انتقادات تقول إن ويد كان يهيمن عليه إلى حد كبير، مما ساهم في هزيمة سيوارد خلال ترشيحه الجمهوري للرئاسة عام 1860.
تقريبًا مع استقراره في أوبورن، بدأ سيوارد مشاركته في السياسة، في فترة كانت تشهد تحولات في النظام السياسي وظهور أحزاب جديدة. في نيويورك، كان هناك تياران سياسيان، أحدهما يقوده مارتن فان بورين، الذي حكم طويلاً واحتفظ بمناصب عليا غالبًا في الحكومة الفيدرالية، وحلفاؤه الذين أُطلق عليهم اسم "ألباني ريجنسي" الذين حكموا أثناء غيابه.
كان سيوارد في البداية مؤيدًا لحزب الريجنسي، لكنه انشق عنه بحلول عام 1824، معتقدًا أنه فاسد. انضم إلى حزب "الماسونية المضادة"، الذي انتشر بشكل واسع بعد اختفاء ومقتل ويليام مورغان عام 1826، وهو ماسوني من أوبستيت بنيويورك، ويُعتقد أنه قُتل بسبب نشره كتابًا يكشف أسرار طقوس الماسونية.
نظرًا لأن الجنرال أندرو جاكسون، وهو ماسوني وسخر من معارضي النظام، كان المرشح البارز للرئاسة عن المعارضة ضد جون كوينسي آدامز، ارتبط حزب الماسونية المضادة بمعارضته وسياساته بعد انتخاب جاكسون رئيسًا في 1828.
رشح الحاكم دويت كلينتون سيوارد لمجلس الشيوخ عن مقاطعة كايوغا في أواخر 1827 أو أوائل 1828، لكن سيوارد لم يكن مستعدًا لدعم جاكسون، فرفض مجلس الشيوخ تأكيده. خلال حملة 1828، ألقى سيوارد خطابات دعم لإعادة انتخاب آدامز. رشحته جماعة الماسونية المضادة لمجلس النواب الاتحادي، لكنه انسحب لاعتقاده بأن المعركة كانت خاسرة. في عام 1829، عرض عليه ترشيح محلي لعضوية جمعية ولاية نيويورك، لكنه رفض مجددًا لعدم وجود فرص للفوز.
في عام 1830، بمساعدة ويد، نال ترشيح المعارضة للماسونية لعضوية مجلس شيوخ الولاية عن منطقته المحلية. تنقل سيوارد في جميع أنحاء المنطقة، ودافع عن دعم الحكومة لتحسين البنية التحتية، وهو موقف لاقى قبولًا واسعًا هناك. نقل ويد مقراته إلى ألباني، حيث دعت صحيفته "مجلة ألباني المسائية" إلى دعم سيوارد، الذي فاز بالانتخابات بفارق نحو 2000 صوت.

### عضو مجلس الشيوخ في الولاية والمرشح الحاكم
تولى سيوارد زعامة اليمين في مجلس الشيوخ بداية من يناير 1831. غادرت زوجته فرانسيس وأطفاله إلى أوبورن، وكان يراسِلها من مقر عمله عن تجاربه. خلال هذه الفترة التقى نائب الرئيس السابق هانري بير، الذي عاد إلى ممارسة المحاماة في نيويورك بعد فترة منفاه في أوروبا إثر مبارزة ومحاكمة متعلقة بالخيانة. كانت الغلبة في مجلس الشيوخ حينها للديمقراطيين، الحزب الوطني بقيادة جاكسون وبدعم من فان بورين. تحالف سيوارد وحزبه مع الديمقراطيين المنشقين وأحزاب أخرى لتمرير بعض التشريعات، منها إصلاحات جنائية صارمة، التي أصبح سيوارد معروفًا بها.
خلال فترة ولايته، سافر سيوارد كثيرًا، وزار قادة معارضين لجاكسون، من بينهم الرئيس السابق جون كوينسي آدامز. كما رافق والده صموئيل في رحلة إلى أوروبا حيث التقى بشخصيات سياسية بارزة. أعرب سيوارد عن أمله في أن يرشح أنتي ماسونس القاضي جون ماكلين للرئاسة ضد محاولة جاكسون لإعادة انتخابه في 1832، لكن الترشيح ذهب للنائب العام السابق ويليام ويرت. كان السيناتور هنري كلاي، منافس جاكسون من كنتاكي، ماسونيًا مما جعله غير مقبول من قبل أنتي ماسونس. بعد فوز جاكسون بسهولة، رأى معارضوه ضرورة تشكيل جبهة موحدة، وبذلك بدأ حزب الويغ بالظهور تدريجيًا، الذي آمن بدور العمل التشريعي لتطوير البلاد وعارض إجراءات جاكسون الأحادية، وانضم إليه سيوارد وأتباع أنتي ماسونس بسهولة.
في تحضيرات انتخابات 1834، اجتمع الويغ في نيويورك بأوتيكا لتحديد مرشح حاكم المقاطعة، وكان الحاكم الديمقراطي ويليام مارسي يطمح لإعادة انتخابه، ولم يكن هناك دعم واسع لمرشح مضاد. زوجة سيوارد ووالده نصحاه بالانسحاب للتركيز على مهنة المحاماة، وحثه الحليف ويد على السعي لإعادة انتخابه لمجلس شيوخ الولاية. لكن بسبب تردد الآخرين، ظهر سيوارد كمرشح رئيسي، وحصل على دعم ويد في مؤتمر أوتيكا. تركزت الحملة على قضايا وطنية وخاصة سياسات جاكسون، التي كانت آنذاك تحظى بشعبية، فانتهت بهزيمة سيوارد بفارق حوالي 11000 صوت. وصف ويد تلك الانتخابات بأنها شهدت تزويرًا واسعًا لصالح الديمقراطيين.
بعد خسارته للمنصب، عاد سيوارد إلى أوبورن لممارسة المحاماة في بداية 1835. قام هو وزوجته برحلة إلى جنوب ولاية فرجينيا حيث استُقبلوا بحرارة رغم أن سلوى شاهدت هناك مشاهد الرق التي زادت من معارضتها للعبودية. في العام التالي، قبل سيوارد منصب وكيل لشركة هولندا لاند، التي كانت تملك أراضي واسعة في غرب نيويورك، حيث كان العديد من المستوطنين يشترون العقارات بنظام الأقساط. واجه المالكون الجدد مقاومة كبيرة، فاستأجروا سيوارد لكسب ثقة السكان وتخفيف التوترات، ونجح في ذلك. خلال ذعر عام 1837، نصح سيوارد الملاك بتجنب الرهون العقارية قدر الإمكان، وفي عام 1838 ساعد في ترتيب شراء الشركة من قبل مجموعة مشتركة ضمت نفسه.
بعد انتخاب فان بورين رئيسًا في 1836، رغم انشغالاته، وجد سيوارد وقتًا لحملة ضده. جاءت الأزمة الاقتصادية بعد فترة قصيرة من تنصيب فان بورين، ما هدد سيطرة الريجنسي على السياسة في نيويورك. لم يكن سيوارد حاكمًا عام 1836، لكن مع تراجع شعبية الديمقراطيين، رأى طريقًا للانتصار في انتخابات 1838، التي كانت بعد عامين من تلك الفترة. ترشح سيوارد ضد ويليام مارسي، وكانت الأزمة الاقتصادية الموضوع الرئيسي في الحملة.
أكد الويغ، بمن فيهم سيوارد، أن الديمقراطيين مسؤولون عن الركود الاقتصادي، وتركوا معظم أعمال الحملة لسيوارد ولحليفه ويد، إذ كان من غير المعتاد حينها أن يخوض المرشحون حملاتهم الشخصية بشكل واسع. انتُخب سيوارد بفارق حوالي 10,000 صوت من أصل 400,000 صوت، وكان هذا الانتصار أهم نجاح لحزب الويغ حتى ذلك الوقت، إذ وضع حدًا لهيمنة الريجنسي بشكل دائم على سياسة نيويورك.

### حاكم نيويورك
تولى ويليام سيوارد منصب حاكم نيويورك في 1 يناير 1839، حيث استقبله تجمع كبير من أنصار حزب الويغ بحفاوة كبيرة. في تلك الفترة، كانت الرسالة السنوية التي يوجهها الحاكم إلى الجمعية التشريعية تُنشر وتُناقش أحيانًا على مستوى الرئاسة.
كتب والتر ستاهر سيرة سيوارد واصفًا إياه بأنه «شخص مليء بالشباب والطموح والتفاؤل». كان سيوارد واعيًا بالثروات الكبيرة غير المستغلة في أمريكا، ورأى ضرورة تشجيع الهجرة لاستغلال هذه الموارد، ودعا إلى منح الجنسية والحرية الدينية للمهاجرين الوافدين إلى شواطئ نيويورك. في ذلك الوقت، كانت المدارس العامة في مدينة نيويورك تدار من قبل البروتستانت وتستخدم مناهجها ونصوصها، بما في ذلك نسخة الملك جيمس من الكتاب المقدس.
رأى سيوارد أن النظام التعليمي القائم كان عقبة أمام محو أمية الأطفال المهاجرين، واقترح تشريعات لإصلاحه، مؤكدًا أن «التعليم يلغي الفوارق الاجتماعية بين الأغنياء والفقراء، الأسياد والعبيد، ويقضي على الجهل ويقطع جذور الجريمة». كان هذا الموقف يحظى بشعبية لدى المهاجرين، لكنه أثار معارضة النشطاء الذين ساهمت معارضتهم لاحقًا في هزيمته في محاولة الحصول على الترشيح الجمهوري للرئاسة عام 1860.
رغم أن حزب الويغ كان يسيطر على الجمعية التشريعية في بداية ولاية سيوارد، إلا أن الحزب كان يمثل 13 من أصل 32 عضواً في مجلس شيوخ الولاية فقط. رفض الديمقراطيون التعاون مع سيوارد إلا في القضايا العاجلة، فوجد صعوبة في دفع أجندته التشريعية. لذلك كانت انتخابات مجلس الشيوخ عام 1839 حاسمة لآماله في تمرير القوانين وترشيح أعضاء الويغ للمناصب التي تتطلب موافقة المجلس.
خلال صيف ذلك العام، ألقى سيوارد والرئيس السابق مارتن فان بورين عدة خطابات في أنحاء ولاية نيويورك. التقى سيوارد خلال هذه الفترة بالسيناتور هنري كلاي بالصدفة على متن عبارة في شمال الولاية، لكنه رفض زيارة كلاي في منتجعه بساراتوجا سبرينغز حفاظًا على حياده، مما أدى إلى بداية علاقة متوترة بينهما. بعد الانتخابات، حصل الويغ على 19 مقعدًا في مجلس الشيوخ، مما منحهم السيطرة الكاملة على حكومة الولاية.
بعد الانتخابات، اندلعت اضطرابات في ألباني بين المزارعين المستأجرين على أراضٍ تملكها عائلة فان رينسيلار الهولندية. كانت هذه العقود تمنح الملاك امتيازات واسعة مثل تجنيد العمل غير المدفوع للمستأجرين، وفسخ عقود الإيجار دون تعويض. وعندما رفض نواب محليون تقديم طلبات الإخلاء، طلبوا من سيوارد تدخل الميليشيات، وهو ما فعل بعد اجتماع طويل مع مجلس وزرائه، لكنه طمأن المستأجرين بأنه سيحاول الضغط على الجمعية التشريعية لإصلاح الوضع. رغم ذلك، لم ينجح سيوارد في تمرير قوانين الإصلاح خلال ولايته، ولم تُحل هذه المشكلة إلا بعد مغادرته المنصب.
في سبتمبر 1839، اكتشفت سفينة قادمة من نورفولك بفرجينيا إلى نيويورك وجود عبد هارب على متنها، فتم إعادة العبد لصاحبه بموجب بند «العبيد الهاربين» في الدستور. طالبت فرجينيا أيضًا بتسليم ثلاثة بحارة سود أحرار، فأوقفت السلطات في نيويورك السفينة وأرسلتها إلى السجن. رفض سيوارد تسليم البحارة، مما دفع جمعية فرجينيا العامة إلى سن قانون يمنع التجارة مع نيويورك. بتشجيع منه، أصدرت الهيئة التشريعية في نيويورك عام 1840 قوانين لحماية حقوق الأمريكيين من أصل أفريقي، منها منح حق المحاكمة أمام هيئة محلفين للعبيد الفارين وتعهد بمساعدة السود الأحرار الذين اختطفوا وأُعيدوا إلى العبودية.
في عام 1840، أعيد انتخاب سيوارد وفان بورين، لكنه لم يحضر المؤتمر الوطني لحزب الويغ في هاريسبورغ بولاية بنسلفانيا، ونيابة عنه حضر ويد. في المؤتمر، كان دعمهم في البداية موجهًا للجنرال وينفيلد سكوت للرئاسة، لكن بعد أن أدركوا أنه غير قادر على الفوز، دعموا الجنرال ويليام هنري هاريسون، الذي فاز بالانتخابات. هذا القرار أغضب أنصار هنري كلاي، الذين لم ينسوا ذلك بسهولة.
أعيد انتخاب سيوارد لفترة ثانية بعد منافسة مع الديمقراطي ويليام بروك، لكنه لم يقم بحملة علنية بل عمل خلف الكواليس مع ويد، وعبر عن مواقفه في خطابات ورسائل نشرت في الصحف، رافضًا التحدث علنًا. حرص على التواصل مع الجمهور عبر لقاءات في الأماكن العامة البسيطة التي كانت تحظى بترحيب شعبي أكبر مقارنة بالقاعات الفخمة التي اعتاد عليها حزب فان بورين.
خلال ولايته الثانية، شارك سيوارد في محاكمة ألكسندر ماكلويد، الذي تورط في حادثة «كارولين» عام 1837، حين هاجم الكنديون سفينة أمريكية على نهر نياجرا. رغم طلب بريطانيا بإطلاق سراح ماكلويد، حُكم عليه بموجب قوانين الولاية، فيما أبدت الإدارة الجديدة رغبتها في إسقاط التهم.
واصل سيوارد دعم حقوق الأمريكيين من أصل أفريقي، حيث وقع عام 1841 قانونًا يلغي «قانون التسعة أشهر» الذي كان يسمح لأصحاب العبيد بإحضار عبيدهم إلى الولاية لفترة تسعة أشهر دون أن يتحرروا، فأصبح كل عبد يُحضَر إلى الولاية يُعتَبر حرًا فورًا. كما وقع تشريعات لتنظيم التعليم العام لجميع الأطفال، مع ترك الحرية للسلطات المحلية في كيفية تطبيقه، رغم أن بعض المدارس ظلت منفصلة.

## روابط خارجية
- ويليام سيوارد على موقع الموسوعة البريطانية (الإنجليزية)
- ويليام سيوارد على موقع إن إن دي بي (الإنجليزية)